# Castelo de Alânia

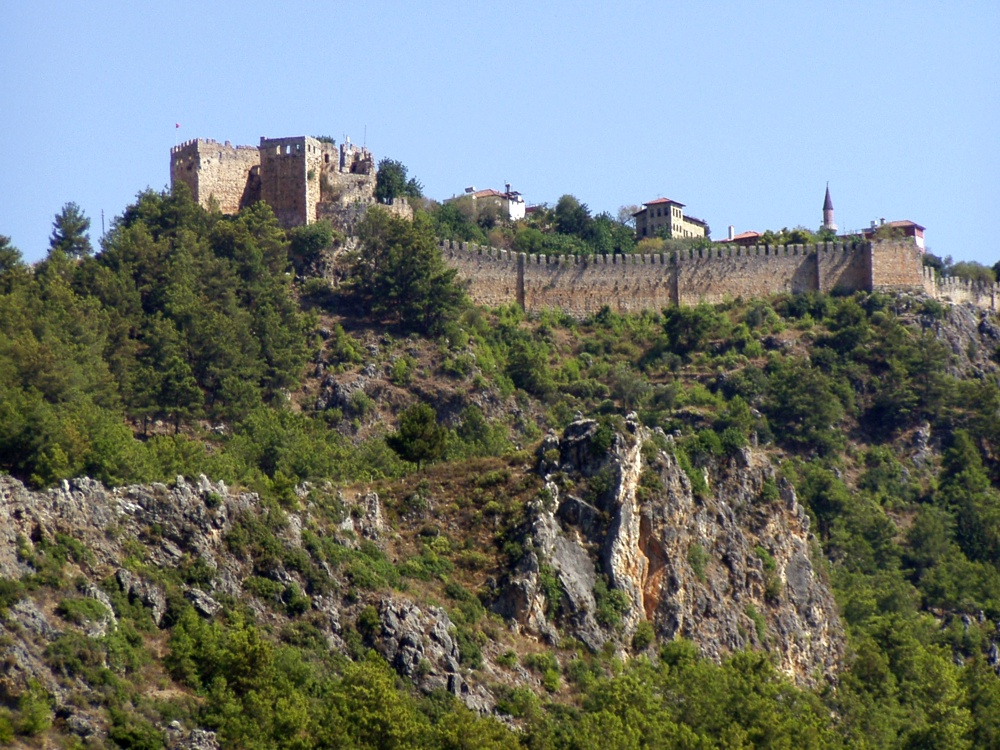

O Castelo de Alânia (em turco: Alanya Kalesi) é um castelo medieval na cidade de Alânia, no sul da Turquia.
A maior parte do castelo foi construído no século XIII pelos turcos seljúcidas do Sultanato de Rum, cujo líder Caicobado I conquistou Alânia em 1220. As obras de então incluíram também a construção da Kızıl Kule (Torre Vermelha), um dos símbolos da cidade.
O castelo foi construído sobre os restos de fortificações antigas, dos períodos bizantino e romano. O castelo ergue-se 250 metros acima do mar, no topo duma península rochosa, fazendo com que seja protegido pelo Mar Mediterrâneo por três lados. Após a área ter sido completamente pacificada sob o Império Otomano, o castelo deixou de ser puramente defensivo e no século XIX foram construídas numerosas vivendas dentro do perímetro da muralha.
Atualmente (2010), o local é um museu ao ar livre. A visita de uma parte junto ao mar requer o pagamento de bilhetes de entrada, mas a maior parte da área interior às muralhas, incluindo um castelo mais interior, é de acesso livre.